# Gigantodax trifidus
Gigantodax trifidus är en tvåvingeart som beskrevs av Peter Wolfgang Wygodzinsky och Coscaron 1989. Gigantodax trifidus ingår i släktet Gigantodax och familjen knott. Inga underarter finns listade i Catalogue of Life.